# Sant'Angelo a Cupolo
Sant'Angelo a Cupolo är en ort och kommun i provinsen Benevento i regionen Kampanien i Italien. Kommunen hade 4 300 invånare (2017).